# Gary Raymond
Gary Barrymore Raymond, född 20 april 1935 i Brixton, London Borough of Lambeth, är en brittisk skådespelare.

## Roller i urval
- 1958 – Se dig om i vrede
- 1959 – Plötsligt i somras
- 1960 – Miljonärskan
- 1961 – El Cid
- 1963 – Det gyllene skinnet
- 1965 – Helgonet (TV-serie)
- 1965 – Mannen från Nasaret
- 1972 – Snobbar som jobbar (TV-serie)
- 1988 – Anne Franks sista dagar
- 2001 – Victoria & Albert (TV-serie)
- 2003 – The Foreigner
- 2022 – House of the Dragon (TV-serie)
- 2025 – The History of Sound